# Блекендорф
Блекендорф (нем. Blekendorf) — община в Германии, в земле Шлезвиг-Гольштейн. Входит в состав района Плён и управления Лютенбург. Занимает площадь 38,35 км². В состав общины входят деревни Блекендорф, Фридерикенталь, Футтеркамп, Какёль, Нессендорф, Ратлау, Зехендорф и Зелендорф.

## Население
Население на 31 декабря 2010 года составляло 1773 человека.
| Год  | Численность | Численность |
| ---- | ----------- | ----------- |
| 1975 | 1759        | [ 5 ]       |
| 2014 | 1721        | [ 6 ]       |
| 2017 | 1738        | [ 1 ]       |
| 2019 | 1704        | [ 7 ]       |
| 2021 | 1666        | [ 8 ]       |
| 2022 | 1692        | [ 9 ]       |
| 2023 | 1712        | [ 2 ]       |